# Cyclanorbis elegans
Cyclanorbis elegans là một loài rùa trong họ Trionychidae. Loài này được Gray mô tả khoa học đầu tiên năm 1869.